# Shaolin Soccer
Pour plus de détails, voir Fiche technique et Distribution.
Shaolin Soccer (少林足球, Siu lam juk kau) est un film hong-kongais réalisé par Stephen Chow, sorti en 2001.

## Synopsis
Fung, un ancien joueur professionnel, fait la connaissance d'un moine adepte d'arts martiaux, Sing. Il découvre que l'art de Shaolin peut être une arme fatale pour jouer au football. Les deux hommes décident alors de monter une équipe professionnelle avec d'autres moines Shaolin.

## Fiche technique
- Titre : Shaolin Soccer
- Titre original : Siu lam juk kau (少林足球)
- Réalisation : Stephen Chow
- Scénario : Stephen Chow et Sammy Tsang
- Production : Yeung Kwok-fai
- Musique : Lowell Lo et Raymond Wong
- Photographie : Kwen Pak-huen et Kwong Ting-Wo
- Montage : Kai Kit-Wai
- Direction artistique : Cyrus Ho
- Costumes : Choy Yim Man
- Distribution : Universe Entertainment Ltd., Miramax Films
- Budget : 10 000 000 $[1]
- Pays d'origine : Hong Kong et Chine
- Langue : cantonais
- Format : Couleurs - 1,85:1 - DTS / Dolby Digital / SDDS - 35 mm
- Genre : comédie, action, kung-fu
- Durée : 113 minutes (1 h 53)
- Dates de sortie : 12 juillet 2001 (Hong Kong), 21 août 2002 (France)

## Distribution
- Stephen Chow (VF : Damien Boisseau) : Sing « Jambe d'Acier » (frère no 5)
- Zhao Wei (VF : Catherine Hamilty) : Mei
- Ng Man-tat (VF : Gabriel Le Doze) : Fung « Pied droit d'or », l'entraineur
- Patrick Tse (VF : Sylvain Clément) : Hung, l'entraineur adverse
- Wong Yut-fei (VF : Pascal Renwick) : « Tête de fer » (frère no 1)
- Danny Chan Kwok Kwan (VF : Nicolas Djermag) : Main diabolique, le gardien (frère no 4)
- Lam Chi-chung (VF : Christophe Lemoine) : Plume légère (frère no 6)
- Mo Mei Lin (VF : Donald Reignoux version américaine, Serge Faliu version hong-kongaise) : Jambe tornade (frère no 2)
- Li Hui : la fille dans la rue
- Tin Kai-man (VF : Patrice Dozier) : Tunique d'or (frère no 3)
- Tsui Mei Na (VF : Maïté Monceau) : la patronne de Mei
- Zhang Ming Ming : Hung jeune

## Accueil
Le film a connu un certain succès commercial, rapportant environ 42 776 000 $ au box-office mondial pour un budget de 10 000 000 $. En France, il a réalisé 660 518 entrées.
Il a reçu un accueil critique très favorable, recueillant 91 % de critiques positives, avec une note moyenne de 7,1/10 et sur la base de 89 critiques collectées, sur le site agrégateur de critiques Rotten Tomatoes. Sur Metacritic, il obtient un score de 68/100 sur la base de 24 critiques collectées.

## Autour du film
- Pour sa sortie française en salles, Shaolin Soccer est présenté dans une version américanisée différente de l'originale. Ce sont les studios Miramax, qui en ont acquis les droits de distribution aux États-Unis, qui se sont chargés du remontage du film.
- Les actrices Cecilia Cheung et Karen Mok font un caméo en jouant déguisées en homme dans l'équipe des Dragons de Jade.
- La chanson Men's Courage est interprétée par Andy Lau.
- La version hong-kongaise existe en VF dans l'édition HK Video du DVD mais quelques voix sont différentes.
- Le gardien de but Danny Chan Kwok Kwan est un hommage direct à Bruce Lee : en plus de lui ressembler physiquement, son maillot de gardien de but est jaune à bandes noires, comme la tenue de Bruce Lee dans Le Jeu de la mort, également reprise dans Kill Bill. L'acteur incarnera d'ailleurs quelques années plus tard le rôle de Bruce Lee dans la série La Légende de Bruce Lee ainsi que dans les films Ip Man 3 (2015) et Ip Man 4 (2020).

## Distinctions

### Récompenses
- Prix des meilleures chorégraphies (Ching Siu-tung) et des meilleurs effets spéciaux, lors du Golden Horse Film Festival 2001.
- Prix du meilleur réalisateur, meilleur film et meilleur second rôle masculin (Yut Fei Wong), lors des Golden Bauhinia Awards 2002.
- Prix du meilleur film, meilleur réalisateur, meilleur acteur (Stephen Chow), meilleurs effets sonores (Kinson Tsang), meilleur second rôle masculin (Yut Fei Wong) et meilleurs effets visuels, lors des Hong Kong Film Awards 2002.
- Prix du meilleur film, lors des Hong Kong Film Critics Society Awards 2002.
- Prix du meilleur film étranger, lors des Blue Ribbon Awards 2003.

### Nominations
- Nominations pour le prix des meilleures chorégraphies d'action (Siu-Tung Ching), meilleure photographie (Pak-huen Kwen et Ting Wo Kwong), meilleurs costumes et maquillages (Yim Man Choy), meilleur montage (Kit-Wai Kai), meilleure musique (Raymond Wong), meilleure chanson (Jacky Chan et Andy Lau) et meilleur scénario, lors des Hong Kong Film Awards 2002.

## Musiques
- Kick in the future
- My wholehearted devotion
- Be a man